# EverQuest II
 (octobre 2019).
Si vous disposez d'ouvrages ou d'articles de référence ou si vous connaissez des sites web de qualité traitant du thème abordé ici, merci de compléter l'article en donnant les références utiles à sa vérifiabilité et en les liant à la section « Notes et références ».
EverQuest II (EQ2), la suite du jeu EverQuest, est un jeu de rôle en ligne massivement multijoueur développé par Sony Online Entertainment (SOE) et sorti le 8 novembre 2004.  Les graphismes et le gameplay de son prédécesseur ont été considérablement remaniés ; on peut notamment évoquer les personnages non joueur (PNJ), que l'on peut désormais entendre s'exprimer.
Le jeu a changé de modèle économique en décembre 2011, l'accès aux serveurs Live étant désormais Free-to-play avec certaines restrictions détaillées plus loin.

## Système de jeu
Bien que le gameplay continue de se focaliser principalement sur les quêtes pendant lesquelles on tue des créatures pour gagner des points d'expérience et des objets, il y a eu plusieurs changements significatifs par rapport à l'EverQuest initial. Une des améliorations les plus importantes a été de développer l'artisanat, donnant ainsi plus de capacités aux personnages.
De nombreuses modifications ont été effectuées afin d'éviter certaines vieilles tactiques indésirables, qui étaient apparues dans EQ. L'ajout le plus significatif est la notion de « rencontres bloquées ». Lorsqu'un joueur (ou un groupe) attaque une créature, le combat devient bloqué pour ce joueur (ou ce groupe), s'il a sélectionné l'option correspondante. Ceci a pour but de protéger le joueur du vol de récompenses (kill stealing) ou d'autres joueurs intéressés uniquement par le gain rapide de points d'expérience (powerleveling). Les autres joueurs ne peuvent alors pas prêter assistance à ce joueur à moins que ce dernier ne demande de l'aide via la commande /yell (crier). Dans ce cas, le combat ne rapportera ni objets ni points d'expérience.
Pour éviter le kiting (le fait de tuer une créature en restant à distance), les joueurs perdent toute possibilité d'amélioration de leur vitesse de déplacement en combat, à l'exception de la capacité de sprint ; cette dernière coûtant un montant considérable de mana (énergie) à l'utilisation.
Everquest II, à l'instar de la version initiale, a un système de guildes. Chaque guilde existe sur un seul serveur uniquement.
Everquest 2 possède, à l'instar de nombre de MMORPG, un système de consider permettant de connaître le niveau du personnage joueur ou non-joueur que vous ciblez. La couleur de son nom indique également sa puissance par rapport à la vôtre:
Rouge: beaucoup plus puissant
Orange: plus puissant
Jaune: légèrement plus puissant
Blanc: du même niveau
Bleu: légèrement plus faible
Vert: plus faible
Gris: beaucoup plus faible, ne vous rapportera aucun point d'expérience si vous le combattez
Tout comme dans le premier EverQuest, EverQuest II se concentre sur des rencontres de type PvE (player versus environment/le joueur contre l'environnement). Les combats entre joueurs n'étaient pas possible à la sortie du jeu. Mais depuis la sortie de l'extension Desert of Flames, en septembre 2005, les joueurs peuvent combattre dans le cadre de duels. Le joueur défié doit toutefois accepter le duel pour que le combat ait lieu. Des arènes sont également réservées aux duels, et on peut y obtenir le titre de Champion.
De plus, la deuxième extension du jeu, Kingdom of Sky, a coïncidé avec l'arrivée des serveurs PvP (player versus player) sur lesquels les personnages « bons » (débutant à Qeynos ou Kelethin) et « mauvais » (commençant à Freeport, Neriak ou Gorowyn) sont ennemis et ne peuvent interagir entre eux autrement que par le combat. Il existe une troisième faction, celle des « exilés », qui ont trahi leur ville d'origine sans en rejoindre une nouvelle, qui s'opposent aux deux précédentes. Dans ce cadre, tout personnage ennemi est attaquable à vue dès lors qu'il n'est pas « gris » pour vous (c'est-à-dire considérablement plus faible) et que vous ne vous trouvez pas dans une ville.

## Contexte
EverQuest II se déroule dans le monde de Norrath tout comme EverQuest, mais 500 ans plus tard dans les « Âges de la Destinée ».  Depuis EverQuest première version, le monde du jeu a été radicalement modifié par plusieurs cataclysmes. Les plans se sont refermés, les dieux sont partis puis revenus, et la lune Luclin a été pulvérisée (ses débris sont en partie tombés sur la face de Norrath). Des restes de panoramas familiers du premier EverQuest peuvent être trouvés dans les Terres Brisées.
Par ailleurs, une grande partie des villes d'Everquest premier du nom ont disparu ou ont été détruites. Lors de la sortie d'Everquest 2, seules Qeynos (anagramme de Sony-EQ) et Freeport étaient disponibles, la première étant la ville des personnages bons, la seconde celle des mauvais. Depuis, trois autres villes sont apparues ou réapparues. La troisième extension, Echoes of Faydwer, a ainsi réintroduit Kelethin qui est une ville « bonne » dans laquelle certains personnages peuvent commencer leur aventure. Peu après, Neriak, cité souterraine des Elfes Noirs réapparut également dans une mise à jour gratuite du jeu. Les Elfes Noirs et d'autres espèces maléfiques peuvent y débuter. Enfin, la quatrième extension, Rise of Kunark, a apporté la ville de Gorowyn, point de départ potentiel pour certaines espèces mauvaises ou neutres.
Les joueurs commencent leur aventure par un apprentissage dans un lieu spécialement adapté aux personnages de faible niveau en fonction de la ville de départ choisie.
Le monde du jeu est aussi varié que dans la version originale; il comprend une faune et des lieux d'une grande diversité. Dans EQ2 (Everquest 2), les personnages peuvent chevaucher des griffons domestiqués sur des routes préétablies au travers des Terres Brisées, ou bien faire l'acquisition d'un cheval ou d'un tapis volant pour voyager rapidement au travers du monde du jeu. Lorsque les dieux ont quitté le monde d'EverQuest, les anneaux du druide et les tours du magicien ont cessé de fonctionner, mais leur retour a permis la restauration desdits anneaux. Les personnages druides peuvent effectuer une quête afin de les utiliser pour se déplacer.
EverQuest II contient également des zones instanciées: des copies de certaines zones sont créées afin de mieux gérer la multitude de joueurs. Les zones instanciées avaient été introduites dans l'extension d'EverQuest datée de 2003, Les Dongeons Perdus de Norrath.

## Les races et les classes de personnages
Toutes les races familières aux joueurs d'EverQuest sont présentes dans le deuxième épisode, à l'exception de la race féline Vah-Shir (leur lune, Luclin, a été détruite). Mais les développeurs ont ajouté les Kerran (leurs ancêtres, déjà présents dans le premier épisode) pour les remplacer. Une autre nouvelle race, les Ratongas, dont l'origine est mystérieuse, a été ajoutée. On peut enfin citer les Greloks, une race qui était initialement bloquée jusqu'à ce qu'une quête serveur soit mise en place pour les rendre jouables. Les Greloks ont été débloqués, mais cependant, pour créer un personnage Grelok, le joueur doit toujours terminer une quête.
De nouvelles races ont par la suite été ajoutées. Ainsi, les Faes, de petits êtres ailés, sont apparus avec l'extension Echoes of Faydwer, suivis par les Arasais (leurs pendants maléfiques) dans une mise à jour ultérieure. Ces deux espèces ont la particularité de ne jamais subir de dégâts lorsqu'ils chutent grâce à leurs ailes. L'extension Rise of Kunark a quant à elle apporté la race des Sarnaks, maléfique et provenant du continent de Kunark.
Les joueurs peuvent personnaliser l'apparence de leur personnage assez finement notamment au niveau du visage. L'EverQuest original était souvent critiqué pour ses « personnages taillés à la hache », car il n'y avait qu'un choix d'apparence restreint pour chaque race.
EQ2 utilisait à sa sortie un système de classes hiérarchisées sophistiqué. Les joueurs commençaient au niveau 1 sans classe. Au niveau 3, ils choisissaient l'un des quatre archétypes de classe: combattant, mage, prêtre ou éclaireur. Au niveau 10, les joueurs sélectionnaient ensuite l'une des trois classes disponibles pour leur archétype. Finalement, au niveau 20, ils devaient choisir entre les deux sous-classes disponibles pour leur classe. Tous les choix de sous-classes ne sont pas disponibles dans les deux cités ; certains, comme le chevalier de l'ombre, ne sont accessibles qu'à la cité maléfique de Port-Franc, alors que d'autres, tels le rodeur, sont seulement accessibles à Qeynos. Les sous-classes constituaient le degré de spécialisation le plus élevé auquel le personnage puisse arriver dans EverQuest II.
Actuellement, ce système n'a plus cours et le joueur doit choisir sa classe finale directement lors de la création de son personnage. Les classes et les archétypes auxquelles elles appartiennent sont décrites ci-dessous:
Combattants
La protection de leurs alliés est la raison d’être des combattants. Leur solidité et leurs capacités à encaisser et/ou à esquiver étant supérieures à celles de toutes les autres classes, leur travail consiste à focaliser l’attention des ennemis sur eux. Ils emploient dans ce dessein diverses provocations et railleries et possèdent aussi diverses capacités leur permettant de supporter une partie voire la totalité des dégâts subis par un de leurs camarades.
- Gardien (les deux villes): excellent défenseur, le gardien est certainement la classe la plus performante lorsqu’il s’agit d’absorber et de parer les coups. Il est bien sûr capable de porter une armure lourde et dispose d’une pléthore de compétences lui permettant de renforcer sa capacité de mitigation et d’esquive ainsi, dans une moindre mesure, que celle de ses alliés. En revanche, les dommages qu’il est capable de causer sont assez limités.

- Berserk (les deux villes) : le berserk est également un combattant lourd, à même de subir de nombreux dommages avant de tomber. Il est toutefois davantage porté sur les techniques offensives que son collègue, et est donc moins efficace au niveau de l’encaissement et de la parade, sans pour autant y être médiocre.

- Paladin (villes « bonnes » uniquement) : le paladin est un croisé sain, un combattant usant de la magie divine. Il est solide et capable de se soigner et de soigner les autres, ainsi que, de par la nature sacrée de ses attaques, d’infliger des dommages accrus aux morts-vivants. Il peut aussi se protéger, lui ou un allié, avec un bouclier sacré absorbant une certaine quantité de dégâts avant de disparaître. Il est dans l’ensemble davantage porté sur la défense et le soin que sur l’attaque.

- Chevalier de l’Ombre (Shadow Knight) (villes « mauvaises » uniquement) : pendant du paladin, le chevalier noir est lui aussi un croisé, mais usant de la nécromancie en lieu et place de la magie sainte. Il ne peut soigner directement, mais est en revanche capable d’absorber la vie de ses ennemis afin de se refaire une santé. Il possède également la capacité d’invoquer des squelettes qui combattront pour lui pendant un temps limité, ainsi que de se protéger avec un bouclier d’énergie négative capable de le soigner à chaque coup subi, tout en blessant ceux qui le frappent. Son potentiel de dégâts est plus élevé que celui du paladin, mais il est moins solide de par son impossibilité à se soigner facilement et sa moindre prédisposition aux compétences défensives.

- Moine (villes « bonnes » uniquement) : contrairement aux classes précédemment décrite, le moine ne peut porter d’armure lourde et est limité au cuir (armure légère). Il encaisse donc relativement mal, mais ses exceptionnelles capacités d’esquive compensent aisément cette lacune. Il est dans l’ensemble plus offensif que les précédents types de combattants. Il possède aussi une capacité de soin de groupe limitée, ainsi que la possibilité de se rendre invisible et de feindre la mort afin de tromper ses ennemis. Tous ne s’y laissent cependant pas prendre.

- Baroudeur (Bruiser) (villes « mauvaises » uniquement) : version « sombre » du moine, le baroudeur est une crapule musclée qui a transformé son corps en une arme brutale. Tout comme le moine, il possède une esquive très élevée et une absorption plutôt faible. Il peut se soigner et feindre la mort, mais ne possède pas de furtivité. En contrepartie, il est légèrement plus puissant que le moine.

Éclaireurs
Les éclaireurs présentent de nombreuses disparités, mais tous capables de se dissimuler afin de surprendre leurs adversaires ou d’explorer sans être dérangés. Ils peuvent aussi se téléporter presque instantanément à l’entrée d’une zone toutes les 15 minutes. Enfin, ils peuvent porter une armure moyenne (mailles). Sur les six types d’éclaireurs existants, quatre d’entre eux se focalisent surtout sur les dégâts et les deux autres sur leurs capacités à se renforcer, eux et leurs alliés.
- Fier à bras (Swashbuckler) (villes « bonnes » uniquement) : les fier à bras sont d’élégants maraudeurs à la langue bien pendue. Bien qu’ils soient assez vantards et aient tendance à enjoliver leurs récits, il serait dangereux de les sous-estimer. Ils disposent de nombreux coups positionnels (nécessitant une position donnée, dans le dos ou sur le côté de la cible, pour être utilisés) susceptibles, en outre des dommages qu’ils infligent, d’affaiblir considérablement l’ennemi. Ils possèdent aussi une furtivité de groupe leur permettant de rendre leurs camarades invisibles, tout comme eux.

- Brigand (villes « mauvaises » uniquement) : très similaires à leurs collègues de Qeynos, les brigands sont toutefois encore davantage portés sur l’affaiblissement de l’ennemi, en contrepartie de dégâts moyens légèrement plus faibles. Ils peuvent eux aussi rendre leurs alliés furtifs. Il existe d’autres petites différences entre les deux classes, mais finalement assez peu importantes.

- Rôdeur (Ranger) (villes « bonnes » uniquement) : les rangers sont avant tout d’excellents archers. Ils possèdent de nombreuses capacités leur permettant d’exploiter cette arme au mieux. C’est définitivement dans le combat à distance qu’ils sont le plus à l’aise, même s’ils ne rechignent pas à se battre au corps à corps lorsque cela devient nécessaire. Leurs attaques positionnelles et requérant la furtivité sont extrêmement destructrices, qu’elles soient effectuées à l’arc ou à l’arme blanche.

- Assassin (villes « mauvaises » uniquement) : contrairement à leurs équivalents Qeynosiens, les assassins privilégient le corps à corps. L’usage de l’arc n’est qu’anecdotique pour eux. Ils possèdent tout comme les rangers des coups d’une puissance phénoménale, mais dont le délai de réutilisation est assez long. Les dommages qu’ils infligent sont donc plus irréguliers que ceux des brigands et fier à bras, tout en étant globalement plus élevés.

- Troubadour (les deux villes) : les troubadours possèdent eux aussi des techniques de combat, mais elles sont loin d’égaler celles des quatre précédentes classes d’éclaireurs. En revanche, leurs nombreux chants insufflent le courage et la confiance dans le cœur de leurs alliés, renforçant ainsi considérablement leur ardeur au combat.

- Chante-sorts (Dirge) (les deux villes) : Cette classe possède également des chants, mais ceux-ci ont plutôt tendance à pénaliser l’ennemi plutôt qu’à renforcer les alliés. Ils font perdre tout espoir et toute concentration aux adversaires, ce qui facilite grandement leur défaite.
- Seigneur bestial (Beastlord) : Cette classe, sortie avec Age of Discovery, sont des spécialistes du dps au corps à corps. Aidé de leur compagnon animal, leur symbiose lui permet de faire énormément de dégâts, mais également des soigner et régénérer la mana (mais moins que les spécialistes).

Magiciens
Ils sont tous limités à l’armure très légère (tissu). Ils encaissent donc extrêmement mal et tombent très rapidement sous le feu ennemi. Ils compensent par leurs capacités à infliger de gros dégâts dans un délai très court, à invoquer de puissants serviteurs et/ou à contrôler les esprits.
- Sorcier (wizard) (les deux villes) : le sorcier est le spécialiste des dommages sur une seule cible. Il façonne les quatre éléments pour en tirer une force destructrice impressionnante. La majorité de ses sorts n’est en effet capable de viser qu’une unique créature, et leur puissance est réellement impressionnante. Il dispose aussi de plusieurs sorts utilitaires afin d’améliorer certaines de ses caractéristiques. Ses alliés peuvent bénéficier de certains d’entre eux.

- Envoûteur (warlock) (les deux villes) : l’envoûteur use de la magie nécromantique, basée sur le poison et la maladie, et possède un certain nombre de sorts susceptibles de toucher plusieurs cibles. Il est donc moins efficace que le sorcier sur un adversaire unique, sans pour autant être mauvais dans ce domaine. Il a lui aussi une capacité à renforcer sa puissance et celle de ses camarades.

- Invocateur (conjuror) (villes « bonnes » uniquement) : ce magicien invoque diverses créatures élémentaires pour se protéger et l’aider à combattre. Il est également capable de les renforcer via divers sorts de renforcement exclusivement utilisables sur ces familiers. Il est également capable de causer des dommages directs, mais sensiblement plus faibles que ceux des deux magiciens précédents.

- Nécromancien (necromancer) (villes « mauvaises » uniquement) : à l’instar de son homologue qeynosien, le nécromancien invoque des séides pour l’assister, mais ces derniers sont généralement des mort-vivants plutôt que des élémentaux. Il dispose par ailleurs de sorts de drain de vie qui lui permettent de se soigner ou de soigner son serviteur.

- Illusionniste (villes « bonnes » uniquement) : l’illusionniste contrôle les esprits, les trompe et les soumet à sa volonté. Cela lui permet de déstabiliser ses ennemis et même de les amener à combattre pour lui. Il est également capable de créer une réplique de lui-même possédant certaines de ses capacités, ainsi que d’augmenter les capacités de ses alliés. En plus de faire des dégâts, il permet de régénérer la mana des alliés et d'affaiblir grandement les ennemis

- Subjugueur (coercer) (villes « mauvaises » uniquement) : similaire à l’illusionniste, le subjugueur insuffle la peur dans l’esprit de ses ennemis et peut en prendre le contrôle. Contrairement à son collègue de Qeynos, il ne peut invoquer son clone, mais peut prendre contrôle de ses ennemis. Ses sorts rapides, ses affaiblissements et la possibilité de régénérer la mana de tout son groupe en font l'une des classes les plus recherchées, et des plus puissantes

Prêtres
Les prêtres sont avant tout des guérisseurs et des protecteurs. Ils disposent de nombreux sorts de guérison restituant des points de vie et supprimant les effets tels que le poison ou d’autres altérations, ainsi que des sortilèges de renfort qui leur permettent de développer spectaculairement les capacités de ceux avec qui ils font équipe. Ils sont également capables de tenir tête à la mort elle-même en ressuscitant leurs alliés tombés au combat. Il existe trois types de prêtre, chacun soignant d’une manière qui lui est propre.
- Surveillant (warden) (les deux villes) : le surveillant est un druide, ses soins prennent la forme de régénérations qui guérissent petit à petit la cible. Il est limité à l’armure légère (cuir) et possède à l’instar des autres prêtres une grande capacité à améliorer les caractéristiques de leurs coéquipiers. Il peut aussi se transformer en loup afin d’augmenter sa faculté d’encaissement.

- Furie (les deux villes) : le furie est également un druide et possède lui aussi des sorts de régénération, mais il est davantage porté sur l’attaque que son collègue. Ses sorts offensifs sont donc plus puissants et, en contrepartie, ses soins sont moins efficaces. Il peut prendre la forme d’un lion, ce qui le rend plus résistant.

- Templier (villes « bonnes » uniquement) : ce prêtre est un clerc, un homme d’église qui emploie des soins « réactifs » qui soignent le bénéficiaire au moment où celui-ci subit des dégâts. Bien entendu, il peut lui aussi améliorer les caractéristiques de ses alliés. Les prêtres ne sont pas réputés pour leur force de frappe, et le templier est certainement celui d’entre eux qui illustre le mieux cet état de fait : ses capacités offensives sont extrêmement faibles, et compensées par ses excellentes compétences de soutien. Il peut aussi porter une armure de plate, ce qui lui confère une résistance plus qu’honorable.

- Inquisiteur (villes « mauvaises » uniquement) : cet autre clerc est légèrement plus agressif que le précédent, mais reste un guérisseur avant tout. Il est extrêmement rigide et peu tolérant vis-à-vis des religions autres que la sienne. Il est similaire au templier dans sa façon de guérir, et a également droit à l’armure de plate.

- Mystique (villes « bonnes » uniquement) : l’un des deux représentants du troisième type de prêtre : les chamans. Ceux-ci utilisent les esprits de leurs ancêtres pour obtenir divers pouvoirs, le mystique ayant une relation symbiotique avec eux, et portent des cottes de maille (armure moyenne). Il préfère prévenir plutôt que guérir, et applique des « murs » spirituels sur ses camarades, qui absorbent une certaine quantité de coups avant de disparaître. Il peut aussi soigner de manière plus classique, mais ses murs constituent sa principale capacité de soutien. Comme tous les autres prêtres, il dispose de sortilèges de renforcement. Enfin, il peut se transformer en ours dans le même dessein que les druides.

- Destructeur (defiler) (villes « mauvaises » uniquement) : l’autre chaman, qui soigne de la même façon. Il sacrifie également une partie de sa vie pour guérir les autres. Il tente d’asservir les esprits de ses prédécesseurs plutôt que de négocier avec eux. Il se transforme en une sorte de spectre pour obtenir les mêmes résultats que son collègue.
- Channeleur (channeler) : Cette classe, sortie avec Tears of Veeshan, a la particularité d'avoir un compagnon (constructor) qui absorbe les dégâts reçus par un personnage (ou même un groupe).

## L'artisanat
En plus de leur classe d'aventure, les personnages peuvent opter pour une classe d'artisanat. Celle-ci suit toujours le système d'embranchement précédemment décrit. Ainsi, au niveau 1, le personnage est « sans compétence » et doit s'adresser à un formateur en artisanat pour progresser. Celui-ci lui confie quelques quêtes lui permettant de devenir artisan (à partir du niveau 2). Pour dépasser le niveau 9, le personnage devra se spécialiser une première fois. Les trois professions disponibles sont alors:
Ouvrier: fabrique des meubles, des coffres, des armes en bois (bâtons, gourdins, arcs, flèches…), des boucliers de même matière et de la nourriture et des boissons.
Équipeur: fabrique toutes les armes en métal, tous les types d'armure, les boucliers métalliques et des sacs et carquois.
Savant: fabrique des bijoux, des potions et poisons et des parchemins, permettant aux joueurs d'améliorer leurs sorts et techniques.
Cette première spécialité dure jusqu'au niveau 19. Après quoi, le personnage doit opter pour sa profession définitive. Il dispose de trois choix en fonction du premier :
Ouvrier:
- Charpentier: fabrique tous les meubles, pouvant être placés dans les maisons des joueurs. Peut aussi créer des coffres permettant de stocker davantage d'objets dans les banques, voire sur les joueurs (malgré leur poids).
- Ébéniste: fabrique toutes les armes et boucliers en bois, ainsi que des totems donnant accès à différents pouvoirs tels que l'invisibilité.
- Ravitailleur: fabrique de la nourriture et des boissons, permettant aux personnages joueurs de récupérer leur santé et leur mana plus rapidement.

Équipeur:
- Fabricant d'armes: fabrique toutes les armes métalliques (épées, haches, katanas, dagues, poignards, couteaux de lancer, shurikens…).
- Armurier: fabrique des armures et boucliers en métal (moyennes et lourdes).
- Tailleur: fabrique des armures en cuir et en tissu (respectivement légères et très légères), des poupées conférant des bonus lorsqu'elles sont équipées et des sacs, permettant aux personnages de transporter davantage d'objets sur eux.

Savant :
- Alchimiste : fabrique des potions (de soin, d'endurance, de mana…), des poisons ainsi que des essences améliorant les techniques de combattants.
- Bijoutier : fabriques des bijoux pouvant être équipés par les joueurs et leur conférant divers bonus, ainsi que des runes pour techniques d'éclaireurs.
- Sage : fabrique des parchemins améliorant les sorts des magiciens et des prêtres.

Il existe deux types d'objets susceptibles d'être fabriqués par les joueurs : les communs et les rares. Les premiers nécessitent des ressources et recettes courantes, et les seconds des rares. Les ressources peuvent être récoltées un peu partout dans la nature, et chaque tentative offre une chance de trouver une ressource rare. Les recettes communes sont trouvables auprès de marchands non-joueurs; les rares doivent être découvertes sur les monstres.
En plus de ces classes d'artisanats, il est également possible de se spécialiser dans 2 classes secondaires :
- Bricoleur : fabrique différents objets à l'utilité très variée. On y trouve notamment des respirateurs aquatiques, des boosts pour le craft, des téléportations, des robots réparateurs…
- Ornementeur : fabrique les ornements qui peuvent se mettre dans les slots des équipements du joueur.

## Voix
L'un des ajouts les plus intéressants du jeu est l'utilisation de voix de personnalités pour les PNJ. Parmi les acteurs qui ont prêté leur voix, des stars d'Hollywood telles qu'Heather Graham (dans le rôle de la reine Antonia Bayle) et Christopher Lee (le Seigneur Lucan D'Lere). L'acteur/joueur de jeu vidéo Wil Wheaton et l'actrice/mathématicienne Danica McKellar font également partie de la distribution. Selon SOE en octobre 2004, EverQuest II comprend 130 heures de dialogues enregistrés par 1700 acteurs. D'autres dialogues ont été ajoutés depuis la sortie du jeu, dans le cadre de mises à jour régulières. Greg Berg a aussi participé au doublage de ce jeu en interprétant les voix de plus d'une vingtaine de PNJ.

## Marketing
SOE ne vend pas EverQuest II comme une suite directe de l'EverQuest original, mais comme une sorte d'« univers parallèle », qui est situé dans son futur. Cela permet à chacune des deux équipes de développement de suivre l'orientation qu'elle souhaite sans affecter l'autre. Cela permet aussi aux joueurs d'EverQuest de continuer à recevoir des mises à jour sans les forcer à changer de version. En ce sens, il y a réellement deux jeux distincts qui sont liés uniquement par le nom. Les joueurs du vieux EQ trouveront beaucoup de lieux et de personnages familiers dans la nouvelle version, mais aussi des « objets d'héritage », qui sont identiques dans le nom et la fonction aux objets connus dans EQ, et qui peuvent être gagnés via des quêtes d'héritage.
Comme dans le premier EverQuest ou d'autres jeux de rôles en ligne multijoueurs, EQ2 nécessitait un abonnement de 15 $ mensuels. 30 jours de jeu gratuits étaient offerts. Les souscripteurs pouvaient également s'abonner à des services supplémentaires moyennant finance. Ils avaient alors accès à une base de données d'objets en ligne et à un système d'hébergement de sites web pour les guildes. Les joueurs potentiels pouvaient également télécharger une version d'évaluation du jeu, limitée à l'île du refuge ; elle leur permettait d'expérimenter pendant 7 jours les premières étapes du jeu gratuitement, avant de s'engager dans un abonnement mensuel. 
En février 2005, EverQuest II propose à ses joueurs, dans le cadre d'un accord avec Pizza Hut, de commander des pizzas depuis le jeu, ceci a suscité un grand intérêt de la presse pour le jeu.
Depuis décembre 2011, il est possible de jouer sur les serveurs LIVE gratuitement mais uniquement jusqu'à l'extension Planes of Prophecy. L'achat de la dernière extension débloque automatiquement l'ensemble des extensions précédentes.
De nouveaux serveurs spécifiques ont également été ouverts mais ne sont accessibles que sur abonnement. Il s'agit de serveurs TLP (Time Locked Extension: les extensions se débloquent au fil du temps ou en fonction de certains évènements mondiaux), PVP ou ORIGINS (jeu d'origine sans aucune extension). Ce dernier serveur a été lancé en juin 2024. 

## Extensions et packs aventure
- -- - EverQuest II: The Bloodline Chronicles (Adventure Pack, sorti le 21 mars 2005)
- -- - EverQuest II: The Splitpaw Saga (Adventure Pack, sorti le 28 juin 2005)
- #1 - EverQuest II: Desert of Flames (extension, sortie le 13 septembre 2005)
- #2 - EverQuest II: Kingdom of Sky (extension, sortie le 21 février 2006)
- -- - EverQuest II: The Fallen Dynasty (Adventure Pack, sorti en 2006)
- #3 - EverQuest II: Echoes of Faydwer (extension, sortie le 14 novembre 2006)
- #4 - EverQuest II: Rise of Kunark (extension, sortie le 13 novembre 2007)
- #5 - EverQuest II: The Shadow Odyssey (extension, sortie le 18 novembre 2008)
- #6 - EverQuest II: Sentinel's Fate (extension, sortie le 16 février 2010)
- #7 - EverQuest II: Destiny of Velious (extension, sortie le 8 février 2011)
- #8 - EverQuest II: Age of Discovery (extension, sortie le 6 décembre 2011)
- #9 - EverQuest II: Chains of Eternity (extension, sortie le 14 novembre 2012)
- #10 - EverQuest II: Tears of Veeshan (extension, sortie le 12 novembre 2013)
- #11 - EverQuest II: Altar of Malice (extension, sortie le 11 novembre 2014)
- #12 - EverQuest II: Terrors of Thalumbra (extension, sortie le 17 novembre 2015)
- #13 - EverQuest II: Kunark Ascending (extension, sortie le 15 novembre 2016)
- #14 - EverQuest II: Planes of Prophecy (extension, sortie le 28 novembre 2017)
- #15 - EverQuest II: Chaos Descending (extension, sortie le 13 novembre 2018)
- #16 - EverQuest II: Blood of Luclin (extension, sortie le 17 novembre 2019)
- #17 - EverQuest II: Reign of Shadows (extension, sortie le 15 décembre 2020)
- #18 - EverQuest II: Visions of Vitrovia (extension, sortie le 1er décembre 2021)
- #19 - EverQuest II: Renewal of Ro (extension, sortie le 30 novembre 2022)